# F9F (航空機)
F9F（Grumman F9F ）は、アメリカ合衆国のグラマン社が開発し、アメリカ海軍などで運用された艦上戦闘機。1962年の命名規則変更により、一部のパンサーと大部分のクーガーはF9FからF-9となった。

## F9F パンサー
F9F / F-9 パンサー
飛行するF9F-2 122567号機
(1949年撮影)
- 用途：戦闘機、戦闘爆撃機、練習機、標的機
- 分類：艦上戦闘機
- 設計者：ロバート・L・ホール
- 製造者：グラマン航空機エンジニアリング社
- 運用者
  -  アメリカ合衆国
    -  アメリカ海軍
    -  アメリカ海兵隊

  -  アルゼンチン海軍
- 初飛行：1947年11月21日
- 生産数：1,382機
- 退役
  - 1958年（アメリカ海軍）[注 1]
  - 1969年（アルゼンチン海軍）
- 運用状況：退役
- ユニットコスト：105,793米ドル（1955年、F9F-2）

F9F / F-9 パンサー（F9F / F-9 Panther ）は、F9Fのうち前期の艦上ジェット戦闘機。グラマン社が製造した機体としては初、アメリカ海軍の採用機としてはFH、F2H / F-2に続く3番目のジェット機。F4Fワイルドキャット以来のグラマン社製品「猫戦闘機」らしく頑丈で生産性に重点が置かれ、円形断面の太く短い胴体に直線翼を組み合わせた手堅い設計となっている。愛称の「パンサー (Panther)」は、アメリカの用法でピューマを意味する。
グラマン社において、ジェット戦闘機の開発は1943年から開始されており、1946年4月には双発複座のG-75案がXF9F-1としてアメリカ海軍から発注されている。これは1946年12月に単発単座のG-79案に発展したため、XF9F-1はキャンセルとなり、G-79案をXF9F-2として開発が続行された。XF9F-2は3機が製作され、1947年11月21日に初飛行している。XF9F-2は量産化が決定され、F9F-2として1949年から配備が開始された。
パンサーは朝鮮戦争に投入されたが、直線翼で構成された機体デザインは、ジェット戦闘機としては明らかに古い設計思想に基づいたものであり、空力的な性能において同世代のライバル機より劣っていた。結果、戦闘機としてよりも、主に対地攻撃機の代用として運用されることとなった。しかしながら、性能差を搭乗員の技量でカバーするなどしてMiG-15を含む多数の敵機を撃墜しており、朝鮮戦争を通じて戦闘で失われた64機のF9Fのうち、空中戦で撃墜されたものはたった1機のみであった。1950年11月9日には、米海軍のW.T.エイメン少佐がF9F-2でMiG-15を撃墜し、米海軍初のジェット機撃墜を成し遂げている。朝鮮戦争休戦後は、改良型のクーガーと交代する形で第一線を退き、主に無人標的機として使用された。
アルゼンチン海軍は、1957年に中古のF9F-2を24機、加えて1962年に新品のTF-9Jを2機購入し2個飛行隊を編成、南米の海軍で初めてのジェット機部隊となった。

### 諸元（パンサー）
| 機体名       | F9F-2                                                | F9F-5                                               |
| ------------ | ---------------------------------------------------- | --------------------------------------------------- |
| 全長         | 37ft 3in (11.35m)                                    | 38ft 10in (11.84m)                                  |
| 全幅         | 38ft (11.58m) → 23ft 5in (7.14m) ※主翼折り畳み時     | 38ft (11.58m) → 23ft 5in (7.14m) ※主翼折り畳み時    |
| 全高         | 11ft 4in (3.45m) → 16ft 11in (5.16m) ※主翼折り畳み時 | 12ft 3in (3.73m) → 16ft 9in (5.11m) ※主翼折り畳み時 |
| 翼面積       | 250ft² (23.23m²)                                     | 250ft² (23.23m²)                                    |
| エンジン     | Pratt & Whitney J42-P-8 (推力：25.58kN) ×1           | Pratt & Whitney J48-P-6 (推力：31.14kN) ×1          |
| 空虚重量     | 9,303lbs (4,220kg)                                   | 10,147lbs (4,603kg)                                 |
| 総重量       | 14,235lbs (6,457kg)                                  | 15,359lbs (6,967kg)                                 |
| 燃料         | 683gal (2,585ℓ)                                      | 763gal (2,888ℓ)                                     |
| 最高速       | 500kn/S.L. (926km/h 海面高度)                        | 525kn/S.L. (972km/h 海面高度)                       |
| 上昇力       | 海面高度 6,000ft/m (30.48m/s)                        | 海面高度 6,000ft/m (30.48m/s)                       |
| 実用上昇限度 | 43,400ft (13,228m)                                   | 42,500ft (12,954m)                                  |
| 航続距離     | 1,175n.mile (2,176km) ※2×120galタンク搭載時          | 1,130n.mile (2,093km) ※2×120galタンク搭載時         |
| 武装         | AN-M3 20mm機関砲×4 (弾数計800発)                     | AN-M3 20mm機関砲×4 (弾数計760発)                    |
| 爆装         | HVAR×6 または 1,000lbs爆弾×2 または ナパーム弾×2     | HVAR×6 または 1,000lbs爆弾×2 または ナパーム弾×2    |

### 各型（パンサー）
-2型から-5型まで試作機を含めて合計1,388機
XF9F-1
G-75案。双発複座。計画のみ。ウェスティングハウス J30搭載予定。試作2機の発注がなされた。
XF9F-2
G-79案。単発単座。試作機。3機製造。
試作1号機
ロールス・ロイス ニーン搭載。
試作2・3号機
アリソン J33搭載。
F9F-2
初期量産型。1948年初飛行。プラット・アンド・ホイットニー J42-P-6（ロールス・ロイス ニーンのライセンス生産品）搭載。562機製造。
F9F-2D
無人標的機型。
F9F-2P
写真偵察機型。非武装。
XF9F-3
XF9F-2 試作3号機を改装。J33-A-8搭載。エンジン試験用。
F9F-3
J33搭載。54機製造。J33の不調により後に全機がJ42に換装しF9F-2仕様に改修。1962年にF-9Bに改称。
XF9F-4
-4型の試作機。2機製造。
F9F-4
胴体を60cm延長。垂直尾翼を上方に30cm延長。J33-A-16搭載。109機製造。J33の不調によりほとんどがJ42に換装しF9F-5仕様に改修。1962年にF-9Cに改称された。
XF9F-5
-5型の試作機。1機製造。
F9F-5
-4型と同じ機体にプラット・アンド・ホイットニー J48-P-4/P-6A（ロールス・ロイス テイのライセンス生産品）搭載。616機製造。少数の最終型はJ48-P-8搭載。1962年にF-9Dに改称。
F9F-5P
写真偵察機型。非武装。長い機首。36機製造。後に1962年にRF-9Dへと改称。
F9F-5KD
無人標的機型。-5型および-5P型からの改修。1962年以降DF-9Eと呼称。

## F9F クーガー
F9F / F-9 クーガー
飛行するF9F-8 141140号機
(1958年撮影)
- 用途：戦闘機、戦闘爆撃機
- 分類：艦上戦闘機
- 設計者：ロバート・L・ホール
- 製造者：グラマン航空機エンジニアリング社
- 運用者
  -  アメリカ合衆国
    -  アメリカ海軍
    -  アメリカ海兵隊

  -  アルゼンチン海軍
- 初飛行：1951年9月20日（XF9F-6）
- 生産数：1,988機
- 運用開始：1952年12月
- 退役：1974年（アメリカ海軍）
- 運用状況：退役
- ユニットコスト：188,500米ドル（1955年、F9F-8）

F9F / F-9 クーガー（F9F / F-9 Cougar ）は、F9Fのうち後期の艦上ジェット戦闘機である。主翼の後退翼化などの変更により総合的に性能が向上したことから、F3H / F-3と共に1960年代のアメリカ海軍航空部隊における戦力となった。愛称の「クーガー (Cougar)」は、より限定的にピューマを意味する。
クーガーは、パンサーの主翼を直線翼から後退翼に改良した機体である。朝鮮戦争で活躍したパンサーは頑丈で信頼性が高く扱い易い機体ではあったが、敵である東側諸国が使用するMiG-15やアメリカ空軍のF-86等の後退翼を有する戦闘機に比べると性能面で見劣りがした。そのため、アメリカ海軍はグラマン社にパンサーの後退翼化を要請した。
グラマン社は1947年の段階で、F9Fの後退翼機案を検討しており、これを基にF9F-6として開発することとなった。しかし、広大な滑走路を使用出来る陸上機と異なり、限られたスペースしかない航空母艦からの発着艦をこなさなければならない艦上機は直線翼と比し、後退翼は不利であったが、大型フラップ、自動スラット、スポイラーを導入することにより、パンサーの性能を凌ぐ艦上戦闘機となった。初飛行は1951年9月20日。1952年から部隊配備が始まり、60年代初めに戦闘機型が退役した後も、練習機や連絡機として1974年まで使用された。またアメリカがベトナム戦争に参戦した後、複座練習機型TF-9Jが1965年から1967年頃までFAC(前線航空管制任務)に投入されていた。
なお、クーガーの後継機となったグラマンF11Fタイガーは、開発当初、予算対策上F9F-8やF9F-9の名称を持っていた。

### 諸元（クーガー）
| 機体名       | F9F-6                                                       |
| ------------ | ----------------------------------------------------------- |
| 全長         | 40ft 11in (12.47m)                                          |
| 全幅         | 34ft 6in (10.52m) → 14ft 2in (4.32m) ※主翼折り畳み時        |
| 全高         | 12ft 4in (3.76m) → 15ft 10in (4.83m) ※主翼折り畳み時        |
| 翼面積       | 300ft² (27.87m²)                                            |
| エンジン     | Pratt & Whitney J48-P-8 (推力：32.25kN) ×1                  |
| 空虚重量     | 11,483lbs (5,209kg)                                         |
| 総重量       | 離陸重量：18,450lbs (8,369kg) 戦闘重量：16,244lbs (7,368kg) |
| 最大離陸重量 | 21,000lbs (9,525kg)                                         |
| 燃料         | 離陸重量：919gal (3,479ℓ) 戦闘重量：551gal (2,086ℓ)         |
| 最高速度     | 568kn/S.L. (1,052km/h 海面高度)                             |
| 上昇能力     | 6,750ft/m S.L. (34.29m/s 海面高度)                          |
| 実用上昇限度 | 45,000ft (13,716m)                                          |
| 航続距離     | 810n.mile (1,500km)                                         |
| 武装         | AN-M3 20mm機関砲×4 (弾数計760発)                            |

| 機体名       | F9F-8                                                                                             | F9F-8                                                                                             | F9F-8                                                                                             |
| ------------ | ------------------------------------------------------------------------------------------------- | ------------------------------------------------------------------------------------------------- | ------------------------------------------------------------------------------------------------- |
| 乗員         | 1名                                                                                               | 1名                                                                                               | 1名                                                                                               |
| ミッション   | General Purpose Fighter(1)                                                                        | General Purpose Fighter(2)                                                                        | Low Alt. Attack                                                                                   |
| 全長         | 41ft 9in (12.73m)                                                                                 | 41ft 9in (12.73m)                                                                                 | 41ft 9in (12.73m)                                                                                 |
| 全幅         | 34ft 6in (10.52m) → 15ft 9in (4.80m) ※主翼折り畳み時                                              | 34ft 6in (10.52m) → 15ft 9in (4.80m) ※主翼折り畳み時                                              | 34ft 6in (10.52m) → 15ft 9in (4.80m) ※主翼折り畳み時                                              |
| 全高         | 12ft 3in (3.73m) → 15ft 10in (4.83m) ※主翼折り畳み時                                              | 12ft 3in (3.73m) → 15ft 10in (4.83m) ※主翼折り畳み時                                              | 12ft 3in (3.73m) → 15ft 10in (4.83m) ※主翼折り畳み時                                              |
| 翼面積       | 337ft² (31.31m²)                                                                                  | 337ft² (31.31m²)                                                                                  | 337ft² (31.31m²)                                                                                  |
| エンジン     | Pratt & Whitney J48-P-8A (推力：32.25kN) ×1                                                       | Pratt & Whitney J48-P-8A (推力：32.25kN) ×1                                                       | Pratt & Whitney J48-P-8A (推力：32.25kN) ×1                                                       |
| 空虚重量     | 11,866lbs (5,382kg)                                                                               | 11,866lbs (5,382kg)                                                                               | 11,866lbs (5,382kg)                                                                               |
| 離陸重量     | 20,098lbs (9,116kg)                                                                               | 23,511lbs (10,664kg)                                                                              | 24,763lbs (11,232kg)                                                                              |
| 戦闘重量     | 17,328lbs (7,860kg)                                                                               | 19,738lbs (8,953kg)                                                                               | 20,990lbs (9,521kg)                                                                               |
| 搭載燃料     | 離陸重量：1,063gal (4,024ℓ) 戦闘重量：640gal (2,422ℓ)                                             | 離陸重量：1,363gal (5,160ℓ) 戦闘重量：812gal (3,074ℓ)                                             | 離陸重量：1,363gal (5,160ℓ) 戦闘重量：812gal (3,074ℓ)                                             |
| 携行装備     | ―                                                                                                 | サイドワインダー×4                                                                                | 500lbs爆弾×4                                                                                      |
| 最高速度     | 562kn/2,000ft (1,041km/h 高度610m)                                                                | 486kn/20,000ft (900km/h 高度6,096m)                                                               | 522kn/10,000ft (967km/h 高度3,048m)                                                               |
| 上昇能力     | 5,750ft/m S.L. (29.21m/s 海面高度)                                                                | 4,100ft/m S.L. (20.83m/s 海面高度)                                                                | 4,600ft/m S.L. (23.37m/s 海面高度)                                                                |
| 実用上昇限度 | 42,500ft (12,954m)                                                                                | 35,800ft (10,912m)                                                                                | 38,800ft (11,826m)                                                                                |
| 航続距離     | 1,050n.mile (1,945km)                                                                             | 830n.mile (1,537km)                                                                               | 1,140n.mile (2,111km)                                                                             |
| 戦闘行動半径 | 385n.mile (713km)                                                                                 | 410n.mile (759km)                                                                                 | 435n.mile (806km)                                                                                 |
| 固定武装     | AN-M3 20mm機関砲×4 (弾数計760発)                                                                  | AN-M3 20mm機関砲×4 (弾数計760発)                                                                  | AN-M3 20mm機関砲×4 (弾数計760発)                                                                  |
| 外部武装     | HVAR×6 または 1,000lbs (454kg) 爆弾×2 or 500lbs (227kg) 爆弾×4 または AIM-9B/D サイドワインダー×4 | HVAR×6 または 1,000lbs (454kg) 爆弾×2 or 500lbs (227kg) 爆弾×4 または AIM-9B/D サイドワインダー×4 | HVAR×6 または 1,000lbs (454kg) 爆弾×2 or 500lbs (227kg) 爆弾×4 または AIM-9B/D サイドワインダー×4 |

### 各型（クーガー）
F9F-6
F9F-5を基に後退翼としたもの。646機製造。1962年以降F-9Fと呼称。
F9F-7
J33-A-16A搭載。168機製造。1962年以降F-9Hと呼称。
F9F-8
胴体を延長など。662機製造。1962年以降F-9Jと呼称。
F9F-8P
写真偵察機型。非武装。武装の他はF9F-8と同じ。110機製造。1962年以降RF-9Jと呼称。
F9F-8T
練習機型。400機製造。1962年以降TF-9Jと呼称。

## 現存する機体

### パンサー
| 型名                 | 番号              | 機体写真 | 国名                                   | 所有者                                          | 公開状況 | 状態     | 備考                                                                            |
| -------------------- | ----------------- | -------- | -------------------------------------- | ----------------------------------------------- | -------- | -------- | ------------------------------------------------------------------------------- |
| F9F-2                | 123050 K.65       |          | アメリカ フロリダ州                    | 国立海軍航空博物館                              | 公開     | 静態展示 |                                                                                 |
| F9F-2                | 123054 K.69       |          | アメリカ カリフォルニア州              | ヤンクス航空博物館                              | 公開     | 保管中   |                                                                                 |
| F9F-2 F9F-2B         | 123078            |          | アメリカ テキサス州                    | キャヴァナー飛行博物館                          | 公開     | 飛行可能 |                                                                                 |
| F9F-2 F9F-2B         | 123420 K.125      |          | アメリカ フロリダ州                    | ファンタジー・オブ・フライト                    | 非公開   | 保管中   |                                                                                 |
| F9F-2 F9F-2B         | 123526            | 写真     | アメリカ ヴァージニア州                | 国立海兵隊博物館                                | 公開     | 静態展示 |                                                                                 |
| F9F-2                | 123557 K.262      | 写真     | アメリカ ウィスコンシン州              | 退役軍人会第1621支部                            | 公開     | 静態展示 |                                                                                 |
| F9F-2                | 123612 K.317      | 写真     | アメリカ ヴァージニア州                | オウシアナ海軍航空基地航空公園                  | 公開     | 静態展示 |                                                                                 |
| F9F-2                | 123652 K.357      |          | アメリカ カリフォルニア州              | 飛行海兵航空博物館                              | 公開     | 静態展示 |                                                                                 |
| F9F-2 F9F-2B         | 125116 0421       | 写真     | アルゼンチン ブエノスアイレス州        | プエルト・ベルグラーノ海軍基地                  | 公開     | 静態展示 |                                                                                 |
| F9F-2                | 125155            |          | アメリカ コネティカット州              | ニューイングランド航空博物館                    | 非公開   | 保管中   |                                                                                 |
| F9F-2                | 127120 K.526      | 写真     | アメリカ ペンシルヴェニア州            | ウィングス・オブ・フリーダム航空博物館          | 公開     | 静態展示 |                                                                                 |
| F9F-2 F9F-2B         | 127171 0452       | 写真     | アルゼンチン ブエノスアイレス州        | プンタ・インディオ海軍航空基地                  | 公開     | 静態展示 |                                                                                 |
| F9F-2 F9F-2B         | 127206 0453 K.664 | 写真     | アルゼンチン ブエノスアイレス州        | 国立海軍博物館                                  | 公開     | 静態展示 |                                                                                 |
| F9F-2 F9F-2B         | 127207 0425 K.665 | 写真     | アルゼンチン ブエノスアイレス州        | 海軍航空博物館                                  | 公開     | 静態展示 |                                                                                 |
| F9F-2                | 不明              |          | 北朝鮮 平壌直轄市                      | 祖国解放戦争勝利記念館                          | 公開     | 静態展示 |                                                                                 |
| F9F-3                | 123072            |          | アメリカ ロードアイランド州            | 空母ジョン・F・ケネディ博物館プロジェクト本部   | 非公開   | 保管中   |                                                                                 |
| F9F-4                | 125180            | 写真     | アメリカ カリフォルニア州 (コスタメサ) | ライオンズパーク (Lions Park)                   | 公開     | 静態展示 |                                                                                 |
| F9F-4 F9F-5          | 125183            |          | アメリカ アリゾナ州                    | ピマ航空宇宙博物館                              | 公開     | 静態展示 |                                                                                 |
| F9F-5                | 125295            |          | アメリカ フロリダ州                    | ヴァリアント航空管制ウォーバード博物館          | 公開     | 静態展示 |                                                                                 |
| F9F-5                | 125434            | 写真     | アメリカ テキサス州                    | デイル・ジェイムズ氏 (Dale James)               | 非公開   | 保管中   |                                                                                 |
| F9F-5                | 125992            |          | アメリカ ケンタッキー州                | 航空遺産公園                                    | 公開     | 静態展示 | ブルーエンジェルスの塗装で展示されている。                                      |
| F9F-5                | 126226            |          | アメリカ カンザス州                    | コンバット航空博物館                            | 公開     | 静態展示 |                                                                                 |
| F9F-5                | 126668            |          | アメリカ カリフォルニア州              | チャールズ・Ｍ・シュルツ氏 (Charles M. Schultz) | 公開     | 静態展示 |                                                                                 |
| F9F-5                | 不明              |          | アメリカ カリフォルニア州              | 空母ミッドウェイ博物館                          | 公開     | 静態展示 | 141136と塗装されているが、この番号はF9F-8に当たる番号であり正しいものではない。 |
| F9F-5P F9F-5KD DF-9E | 125316            | 写真     | アメリカ アリゾナ州                    | パームスプリングス航空博物館                    | 公開     | 静態展示 | 2016年に左記博物館が取得し、2018年に修復が完了した。旧写真                      |
| F9F-5P F9F-5KD DF-9E | 126275            | 写真     | アメリカ アラバマ州                    | 戦艦記念公園                                    | 公開     | 静態展示 |                                                                                 |
| F9F-5P F9F-5KD DF-9E | 126277            |          | アメリカ カリフォルニア州              | プレーンズ・オブ・フェイム航空博物館            | 公開     | 静態展示 |                                                                                 |

### クーガー
| 型名                      | 番号               | 機体写真 | 国名                            | 所有者                                                         | 公開状況 | 状態     | 備考                                                                 |
| ------------------------- | ------------------ | -------- | ------------------------------- | -------------------------------------------------------------- | -------- | -------- | -------------------------------------------------------------------- |
| XF9F-6                    | 126670             |          | アメリカ メリーランド州         | 国立航空宇宙博物館別館 ポール・E・ガーバー施設                 | 非公開   | 保管中   |                                                                      |
| F9F-6 F-9F                | 128109             |          | アメリカ フロリダ州             | 国立海軍航空博物館                                             | 公開     | 静態展示 |                                                                      |
| F9F-6 F-9F                | 127236             | 写真     | アメリカ ルイジアナ州           | ニューイベリア退役軍人記念館                                   | 公開     | 静態展示 |                                                                      |
| F9F-6 F-9F                | 127484             | 写真     | アメリカ カリフォルニア州       | ボイセン公園(Boysen Park)                                      | 公開     | 静態展示 |                                                                      |
| F9F-6 F-9F                | 127487             | 写真     | アメリカ ノースカロライナ州     | ハヴロック旅行者センター (Havelock Tourist Centre)             | 公開     | 静態展示 |                                                                      |
| F9F-6P RF-9F              | 128298             |          | アメリカ アラバマ州             | ロバート・ウィン氏(Robert Wynn)                                | 非公開   | 保管中   |                                                                      |
| F9F-6P RF-9F              | 不明               | 写真     | アメリカ ニューヨーク州         | トナワンダ町退役軍人記念館                                     | 公開     | 静態展示 |                                                                      |
| F9F-7 F-9H                | 130763             |          | アメリカ ニューヨーク州         | 航空発祥地博物館                                               | 公開     | 静態展示 |                                                                      |
| F9F-7 F-9H                | 130802             |          | アメリカ ニューヨーク州         | ウィングス・オブ・イーグルス開発センター                       | 非公開   | 保管中   |                                                                      |
| F9F-8 F-9J                | 131063 1C          |          | アメリカ テキサス州             | テキサス航空博物館                                             | 公開     | 静態展示 |                                                                      |
| F9F-8 F9F-8B TAF-9J       | 131230 168C        |          | アメリカ フロリダ州             | 国立海軍航空博物館                                             | 公開     | 静態展示 |                                                                      |
| F9F-8 F-9J                | 131232 170C        |          | アメリカ ワシントン州           | ミュージアム・オブ・フライト                                   | 公開     | 静態展示 |                                                                      |
| F9F-8 F-9J                | 138876             | 写真     | アメリカ コロラド州             | プエブロ・ワイズブラッド航空機博物館                           | 公開     | 静態展示 |                                                                      |
| F9F-8 F-9J                | 141117 364C        |          | アメリカ ニューヨーク州         | イントレピッド海上航空宇宙博物館                               | 公開     | 静態展示 |                                                                      |
| F9F-8 F9F-8B AF-9J TAF-9J | 141121 3F0157 368C |          | アメリカ アリゾナ州             | ピマ航空宇宙博物館                                             | 公開     | 静態展示 |                                                                      |
| F9F-8 TAF-9J              | 141152 417 399C    |          | 韓国 慶尚南道                   | KAI航空宇宙博物館                                              | 公開     | 静態展示 |                                                                      |
| F9F-8 F-9J                | 144275             | 写真     | アメリカ メリーランド州         | パタクセント・リバー海軍航空博物館                             | 公開     | 静態展示 | F9F-8B 144276号機の塗装がされている。                                |
| F9F-8 F-9J                | 144365             |          | アメリカ フロリダ州             | 旅行者センター (Visitors Center)                               | 公開     | 静態展示 | ブルーエンジェルス 131205号機の塗装で展示されている。                |
| F9F-8B F-9J               | 141058             |          | アメリカ テキサス州             | 歴史航空記念博物館                                             | 公開     | 静態展示 |                                                                      |
| F9F-8P RF-9J              | 141675 8           |          | アメリカ カリフォルニア州       | ヤンクス航空博物館                                             | 公開     | 静態展示 |                                                                      |
| F9F-8P RF-9J              | 141702             | 写真     | アメリカ カリフォルニア州       | 空母ミッドウェイ博物館                                         | 公開     | 静態展示 |                                                                      |
| F9F-8P RF-9J              | 141722 55          |          | アメリカ カリフォルニア州       | 飛行海兵航空博物館                                             | 公開     | 静態展示 |                                                                      |
| F9F-8P RF-9J              | 144388             | 写真     | アメリカ カリフォルニア州       | エストレラ・ウォーバード博物館                                 | 公開     | 静態展示 |                                                                      |
| F9F-8P RF-9J              | 144402             | 写真     | アメリカ オハイオ州             | MAPS航空博物館                                                 | 公開     | 修復中   |                                                                      |
| F9F-8P                    | 144406             |          | アメリカ イリノイ州             | マレンゴ・メタル・ワークス社 (Marengo Metal Works)             | 非公開   | 保管中   |                                                                      |
| F9F-8P RF-9J              | 144426 3F0093 110  |          | アメリカ アリゾナ州             | ピマ航空宇宙博物館                                             | 公開     | 静態展示 |                                                                      |
| F9F-8T TF-9J NTF-9J       | 142442 6           | 写真     | アメリカ ニューヨーク州         | ウィリアム・クリーガー記念公園 (William Krieger Memorial Park) | 公開     | 静態展示 | ブルーエンジェルス使用機であったTF-9J 142470号機の塗装がされている。 |
| F9F-8T TF-9J              | 142463 0516 27     | 写真     | アルゼンチン ブエノスアイレス州 | 海軍航空博物館                                                 | 公開     | 静態展示 |                                                                      |
| F9F-8T TF-9J              | 142985 367         | 写真     | アメリカ ノースカロライナ州     | ヒッコリー航空博物館                                           | 公開     | 静態展示 |                                                                      |
| F9F-8T TF-9J              | 146417 231         |          | アメリカ オレゴン州             | エヴァーグリーン航空宇宙博物館                                 | 公開     | 静態展示 | ブルーエンジェルスの塗装がされている。                               |
| F9F-8T TF-9J              | 147276             |          | アメリカ テキサス州             | 空母レキシントン博物館                                         | 公開     | 静態展示 |                                                                      |
| F9F-8T TF-9J              | 147283             |          | アメリカ ミシガン州             | エア・ズー航空宇宙科学博物館                                   | 公開     | 静態展示 |                                                                      |
| F9F-8T TF-9J              | 147385 365         |          | アメリカ サウスカロライナ州     | ペイトリオッツ・ポイント海軍海事博物館                         | 公開     | 静態展示 |                                                                      |
| F9F-8T TF-9J              | 147397 3F0359      |          | アメリカ アリゾナ州             | ピマ航空宇宙博物館                                             | 公開     | 静態展示 |                                                                      |
| F9F-8T TF-9J              | 147918 388         |          | アメリカ アリゾナ州             | 退役軍人記念博物館                                             | 公開     | 静態展示 |                                                                      |

## 登場作品

### 映画
『極地からの怪物 大カマキリの脅威』
エセックス級航空母艦「オリスカニー」などの艦載機であるパンサーが登場。アメリカ本土へ向けて飛行する巨大カマキリを対空レーダーが探知したことを受けて緊急発進し、飛行中の巨大カマキリをHVARロケット弾で攻撃する。
『トコリの橋』
架空のエセックス級空母「サヴォ」の艦載機としてパンサーが登場。主人公などが搭乗し、北朝鮮軍の重要拠点であるトコリの橋の偵察や爆撃を行う。

### 書籍
『侵攻作戦パシフィック・ストーム』
パンサーが合衆国海軍空母の艦載機として登場。

### ゲーム
『War Thunder』
アメリカ軍の航空機としてF9F-2、F9F-5、F9F-8が登場する。プレイヤーが操作可能。